# 12.10

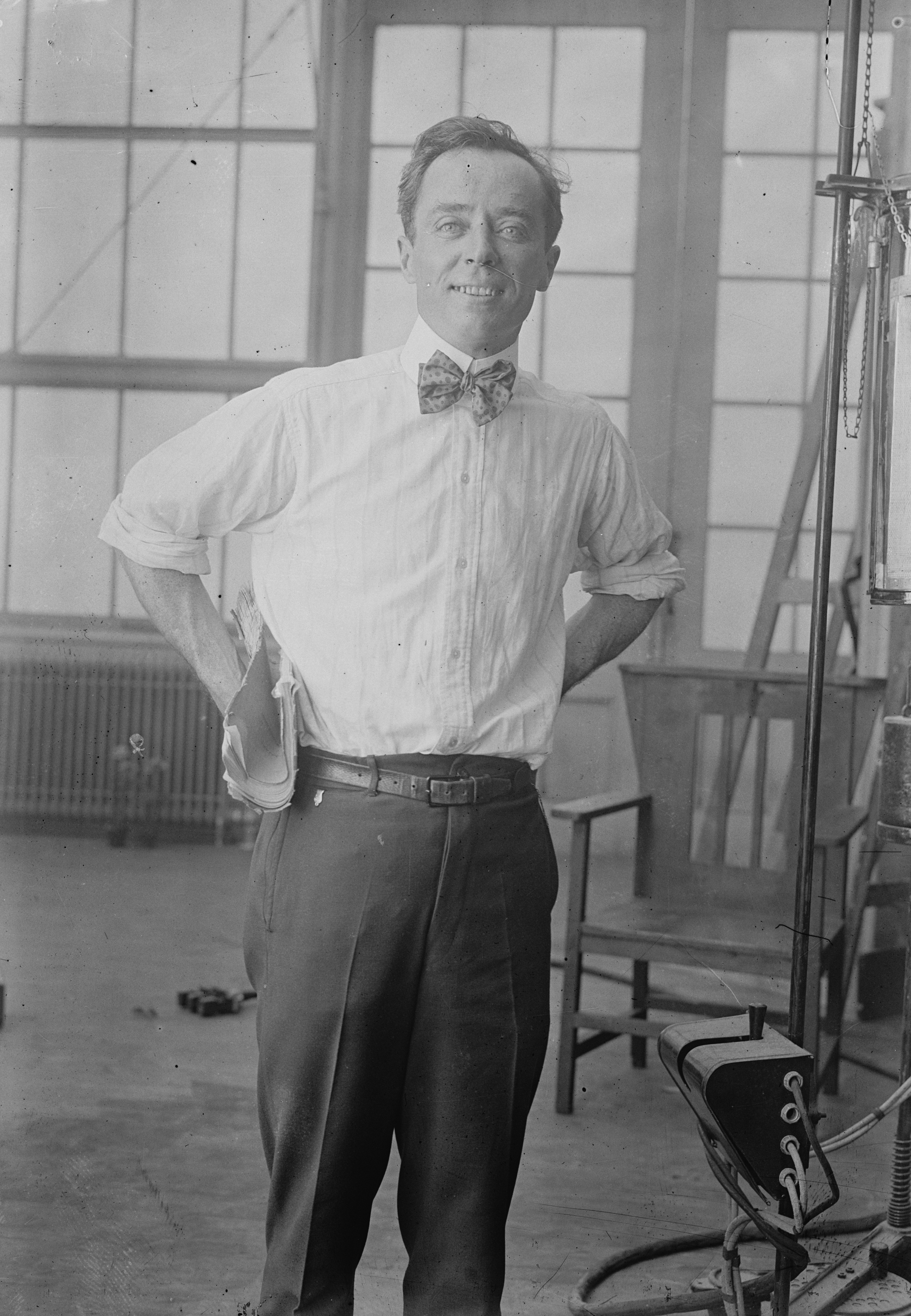
Herbert Brenon, diretor

12.10 é um filme mudo britânico de 1919, do gênero suspense, dirigido por Herbert Brenon e estrelado por Marie Doro, Ben Webster e Geoffrey Kerr. Foi feito em Walthamstow Studios, e teve um sucesso considerável em seu lançamento.

## Elenco
- Marie Doro como Marie Fernando
- Ben Webster como Lord Chatterton
- Geoffrey Kerr como Geoffrey Brooke
- James Carew como Arthur Newton

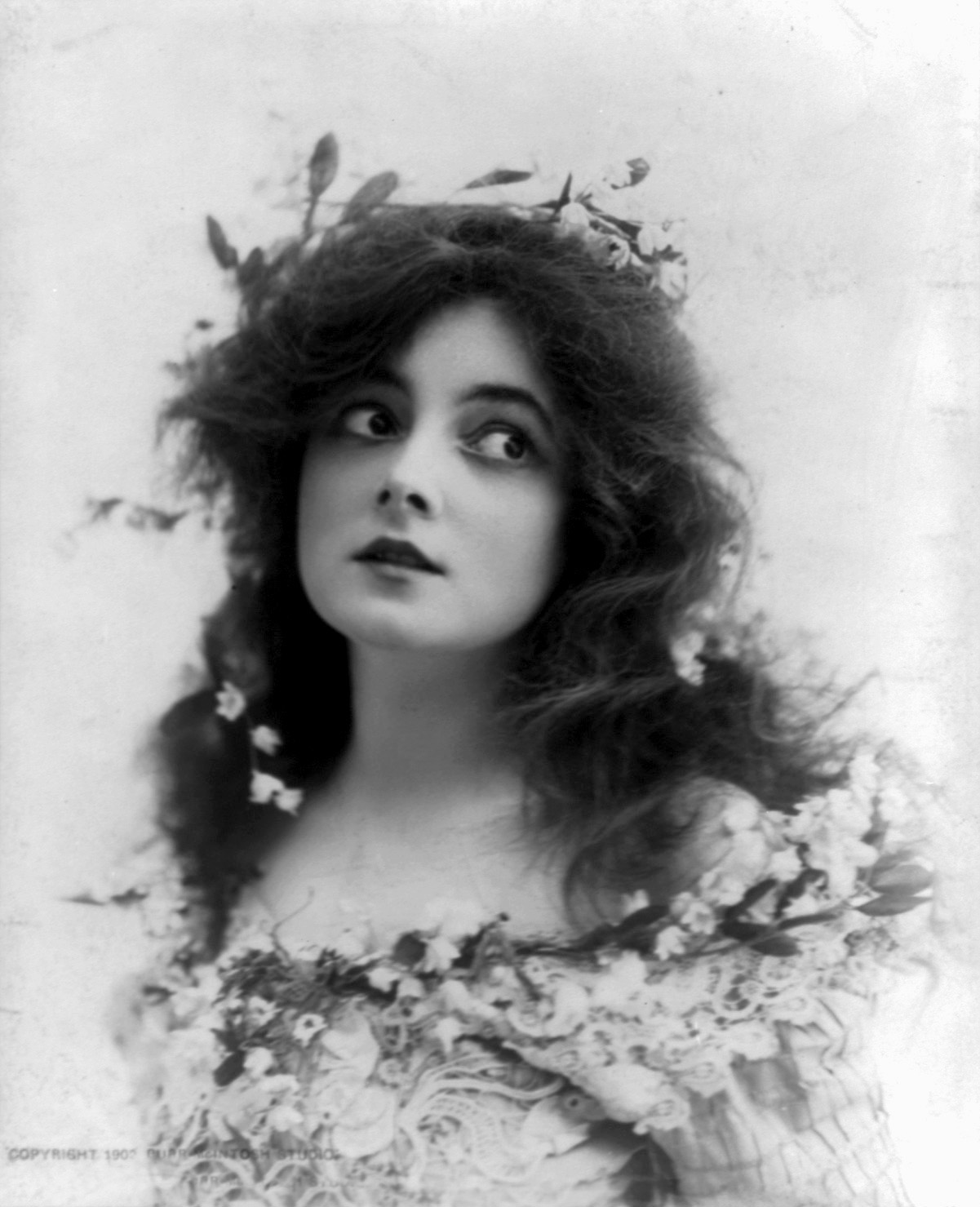
Marie Doro

- Frederick Kerr como Doutor Wrightman
- Pierre Maillard

## Lançamentos
março de 1919
 14 de dezembro de 1919
 9 de abril de 1920